# 綿引菜都美
綿引 菜都美（わたびき なつみ、1995年6月24日 - ）は、日本の元女子バレーボール選手。

## 来歴
神奈川県横浜市出身。2人兄妹の長女。中学1年生のころにバレーボールを始めた。
日本女子体育大学バレーボール部では副キャプテンを務めていた。

### KUROBEアクアフェアリーズ 時代
2018年2月、KUROBEアクアフェアリーズ公式サイトにて、同チームへの入団内定が発表された。同期入団は小西愛衣。
2020年3月、KUROBEアクアフェアリーズからの退団が発表された。

### PFUブルーキャッツ 時代
2020年7月3日、PFUブルーキャッツ公式サイトにて、同チームへの移籍入団が発表された。
2021年6月16日、チームの2021年度新体制が発表。綿引は髙相みな実と共に副キャプテンに就任した。
2024年、現役引退が発表された。

## 人物・エピソード
- 大学時代のコートネームは「ミナ」[3]。
- 読売ジャイアンツに所属する吉川尚輝選手のファンである[11]。
- KUROBEアクアフェアリーズ在籍時はYKK AP株式会社に所属していた[12]。

## 所属チーム
- 横浜市立小坪小学校[2]
- 横浜市立日野南中学校[2]
- 神奈川県立大和南高等学校[1]
- 日本女子体育大学 #13→#2[1]
- KUROBEアクアフェアリーズ #6（2018-2020年）[1]
- PFUブルーキャッツ #10（2020-2024年）

## 受賞歴
- 2016年度 関東大学秋季リーグ女子：ブロック賞[13]

## 個人成績
V.LEAGUEの個人成績は下記の通り。
| 大会            | チーム          | 出場     | 出場        | アタック | アタック | アタック | アタック | バックアタック | バックアタック | バックアタック | バックアタック | アタック 決定本数 | ブロック | ブロック       | サーブ | サーブ         | サーブ   | サーブ | サーブ | サーブ   | サーブレシーブ | サーブレシーブ | サーブレシーブ | サーブレシーブ | 総得点      | 総得点      | 総得点   | 総得点      |
| --------------- | --------------- | -------- | ----------- | -------- | -------- | -------- | -------- | -------------- | -------------- | -------------- | -------------- | ----------------- | -------- | -------------- | ------ | -------------- | -------- | ------ | ------ | -------- | -------------- | -------------- | -------------- | -------------- | ----------- | ----------- | -------- | ----------- |
| 大会            | チーム          | 試 合 数 | セ ッ ト 数 | 打 数    | 得 点    | 失 点    | 決 定 率 | 打 数          | 得 点          | 失 点          | 決 定 率       | セ ッ ト 平 均    | 得 点    | セ ッ ト 平 均 | 打 数  | ノ 丨 タ ッ チ | エ 丨 ス | 失 点  | 効 果  | 効 果 率 | 受 数          | 成 功 ・ 優    | 成 功 ・ 良    | 成 功 率       | ア タ ッ ク | ブ ロ ッ ク | サ 丨 ブ | 得 点 合 計 |
| V1 2021-22      | PFU             | 32       | 115         | 239      | 75       | 12       | 31.4     | 1              | 0              | 0              | 0              | 0.65              | 71       | 0.62           | 425    | 3              | 12       | 15     | 93     | 8.1      | 25             | 9              | 7              | 50             | 75          | 71          | 15       | 161         |
| V1 2020-21      | PFU             | 20       | 67          | 126      | 32       | 7        | 25.4     | 0              | 0              | 0              | -              | 0.48              | 39       | 0.58           | 223    | 2              | 5        | 8      | 51     | 8.0      | 9              | 3              | 5              | 61.1           | 32          | 39          | 7        | 78          |
| V1 2019-20      | KUROBE          | 20       | 74          | 256      | 96       | 14       | 37.5     | 2              | 0              | 0              | 0.0            | 1.30              | 48       | 0.65           | 223    | 1              | 11       | 13     | 41     | 8.5      | 10             | 4              | 3              | 55.0           | 96          | 48          | 12       | 156         |
| V1 2018-19      | KUROBE          | 22       | 3           | 6        | 2        | 0        | 33.3     | 0              | 0              | 0              | -              | 0.67              | 1        | 0.33           | 4      | 0              | 0        | 0      | 1      | 6.2      | 0              | 0              | 0              | -              | 2           | 1           | 0        | 3           |
| 通算：4シーズン | 通算：4シーズン | 94       | 259         | 627      | 205      | 33       | 32.7     | 3              | 0              | 0              | 0              | 0.79              | 159      | 0.61           | 875    | 6              | 28       | 36     | 186    | 8.2      | 44             | 16             | 15             | 53.4           | 205         | 159         | 34       | 398         |

## 出演

### YouTube
PFUブルーキャッツ【Official】 
- PFUブルーキャッツ 【青猫じゃらし】綿引選手に○○聞いてみた♪（2020年07月16日）

 とやまスポーツ応援バラエティリー!リー!リー! 
- 美女アスリート軍団 KUROBEアクアフェアリーズ初登場！サンダバ新選手紹介（2019年06月19日）

### Fabebook
KUROBEアクアフェアリーズ 
- 【V1リーグ開幕まであと9日！】

### テレビ
とやまソフトセンター（ケーブルテレビ各社で放送） 
- 週刊激スポ!!（2019年12月19日前後）[15]

### ラジオ
AQUA BEAR 
- 2018年06月07日
- 2018年09月27日
- 2018年10月18日
- 2018年12月06日
- 2018年03月07日
- 2019年04月25日
- 2019年05月30日
- 2019年06月20日
- 2019年08月01日
- 2019年09月05日
- 2019年11月21日
- 2020年01月16日
- 2020年02月27日

 富山シティエフエム 
- ウィズスポーツ（2019年12月23〜26日）[16]

 北日本放送 
- でるラジ（2019年11月11日）[17]

 エフエム石川 
- Hello BlueCats（2020年9月3日）[18]